# Chytolita punctiformis
Chytolita punctiformis là một loài bướm đêm trong họ Noctuidae.